# Riven
Riven é um jogo de quebra-cabeça lançado para Microsoft Windows e Sega Saturn e mais futuramente uma conversão foi feita para PlayStation. Desenvolvido pela Cyan Worlds, na época apenas Cyan e distribuído pela Red Orb Entertainment em 1997 o game teve vendagem expressiva[carece de fontes?] para os padrões de venda no Brasil, tudo por causa da Tec Toy que na época havia além de traduzido, dublado o jogo para sua versão de Sega Saturn em português brasileiro, tornando o primeiro jogo no estilo puzzle expressivo no Brasil.
A produção do jogo foi dirigida por Robin Miller e Richard Vander, sendo produzido por Rand Miller. Mantém o mesmo estilo de jogo com sequência de imagens estáticas, mas com uma quantidade muito maior de animações do que seu antecessor: Myst.
Riven foi o ganhador de uma enquete realizada no site da Tec Toy na qual a pergunta era qual jogo as pessoas queriam que houvesse um remake para a atual geração, a enquete realizada em 2009 não deu em nada, e a Tec Toy até hoje não possui direito de fazer jogos para as plataformas Xbox 360, PlayStation 3 e nenhuma outra que não seja da SEGA, como o Master System, Mega Drive, Sega Saturn, Sega Dreamcast.